# Мирмекий
Мирме́кий (др.-греч. Μυρμήκιον) — античный город, основанный ионийскими греками в середине VI века до н. э. на берегу Керченского пролива, входивший в состав Боспорского царства, располагался к востоку от Пантикапея (современный мыс Карантинный в черте города Керчь). В Российской Федерации, контролирующей спорную территорию Крыма, является  объектом культурного наследия федерального значения; на Украине, в пределах признанных большинством государств — членов ООН
 границ которой находится спорная территория, — памятником культурного наследия национального значения.

## Античный период

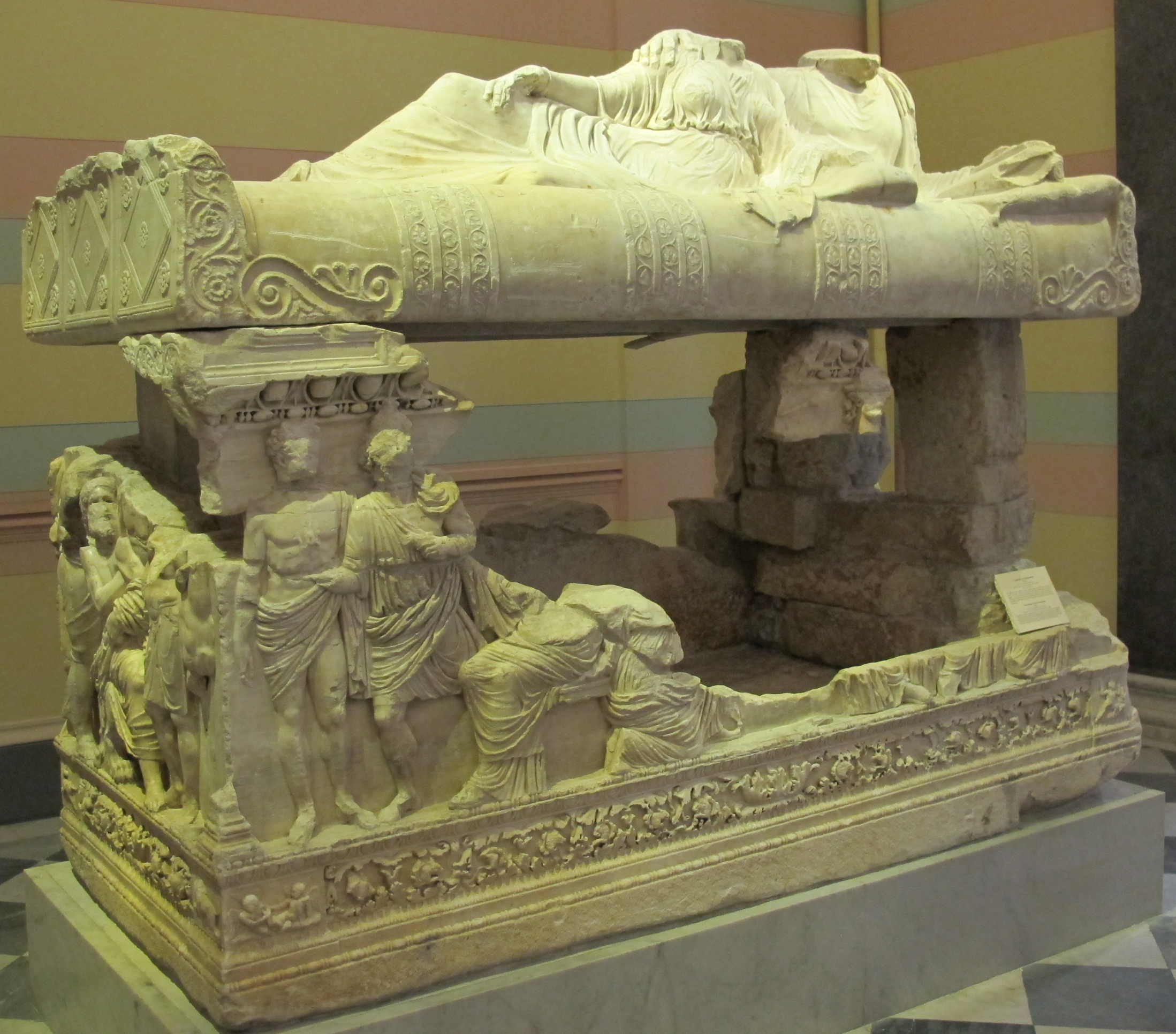
Саркофаг из Мирмекия. Собрание Эрмитажа

Мирмекий был основан на рубеже первой и второй четвертей VI века до н. э. Метрополия неизвестна, но исследователи предполагают что это был Милет. По мнению С. А. Жебелёва, город был назван в честь основателя города. Однако Ю. А. Виноградов связывал название города со скалами выступающими в проливе рядом с Мирмекием.
Население проживало в небольших полуземлянках. Они строились только в районе небольшого скального Карантинного мыса и по берегу бухты, расположенной к западу. В середине VI века до н. э. город пережил сильный пожар. Вскоре вокруг акрополя строится оборонительная стена, одна из двух самых ранних среди греческих колоний на севере Чёрного моря. Аналогичная стена открыта в Порфмии. В начале V века до н. э. город увеличивается в размерах до 6-7 га и застраивается большими наземными домами.
В конце первой трети V века до н. э. город разрушается, скорее всего, в результате нападения варваров (скифов). Его территория сокращается более чем в четыре раза, а поверх кварталов строится новая оборонительная стена, в которой найдены наконечники стрел. После середины V века до н. э. жизнь в городе возрождается, достигая расцвета в первой половине IV века до н. э.. В это время город снова имел сплошную застройку, вероятно, здесь находился храм и общественные здания. Около середины IV века до н. э. эти здания опять гибнут в пожаре. В это время город обведён новой оборонительной стеной, которая полностью прикрыла его от нападения. Максимальная площадь античного поселения составила 7-8 га. Новый расцвет город переживает в III—II веках до н. э.. В это время здесь появляется уникальный объект — зольный холм (зольник II) высотой более 3-х м, расположенный в черте города. Вероятно, его появление связано с расположенным рядом святилищем. В зольнике найдены многочисленные терракоты, монеты, посвящения божествам.
В середине I века до н. э. Мирмекий погибает в ходе событий, развернувшихся в Боспорском царстве после смерти Митридата VI Евпатора.
Жизнь на месте города возрождается в первой половине I века н. э.. В это время Мирмекий представлял собой селение из нескольких больших усадьб. Около середины II века н. э. они разрушаются, а на мысу строится грандиозная гробница царя Боспорского царства, возможно, Тиберия Юлия Евпатора (в которой в 1834 году был найден Мирмекийский саркофаг). Через некоторое время Мирмекий снова застраивается усадьбами.
Жители покинули территорию Мирмекия в самом начале IV века н. э., уйдя под защиту Пантикапея.
С периода Эллинизма Мирмекий известен как античный центр виноделия. Винодельни представляли собой помещения с двумя (реже тремя) площадками для давления винограда ногами и дожимания остатков сока из полученных отходов посредством каменного пресса. Сок, получавшийся соответственно неравного качества, стекал в разные отсеки цистерн. Ёмкость цистерн доходила до 7—8 тысяч литров. При археологических раскопках были найдены и рыбозасолочные ванны римского времени.
Некоторые историки и нумизматы ошибочно приписывали Мирмекию чеканку собственной монеты с изображением муравья в архаический и раннеклассический периоды. Сейчас считается, что такие монеты выпускались Пантикапеем.

## Раннее средневековье
С середины III века в Боспорское царство вторглись готы, застройка города в это время становится нерегулярной, дома представляли собой отдельные, порой укреплённые усадьбы.
В 80-х годах IV века Боспорское царство, в состав которого входил Мирмекий, пало под натиском гуннов, к IV веку Мирмекий перестал существовать. В VIII—IX веках на месте Мирмекия существовало поселение салтово-маяцкой культуры, прекратившее своё существование в X веке.

## Генуэзский период
После монгольского завоевания Крыма и его вхождения в состав Золотой Орды поселения у Керченского пролива становятся транзитными пунктами торгового пути между Востоком и Западом (Великого шёлкового пути), в результате чего в XIII—XIV веках на месте античного города возникли небольшие селения. Во время правления Узбек-хана эмир Солхата передал Боспор венецианцам в обмен на уплату торговой пошлины, однако в результате венецианско-генуэзской войны 1350—1356 годов Боспор перешёл во владение генуэзцев и на месте Мирмекия возникает поселение, известное в генуэзских источниках (в том числе и на картах-портуланах) как Пондико (итал. Pondico).

## Археологическое исследование городища Мирмекий
План городища был снят в 1820 году энтузиастом античной археологии П. Дюбрюксом, одним из основателей Керченского музея древностей. 1834 год — первое крупное открытие на городище Мирмекий, моряки карантинной стражи обнаружили склепы, вырубленные в скале мирмекийского акрополя, и нашли здесь два мраморных саркофага. Один из них — самый крупный мраморный саркофаг с рельефными изображениями в коллекции Эрмитажа. Планомерные раскопки в Мирмекии начались только в 1934 году.
Исследования и экспедиции:

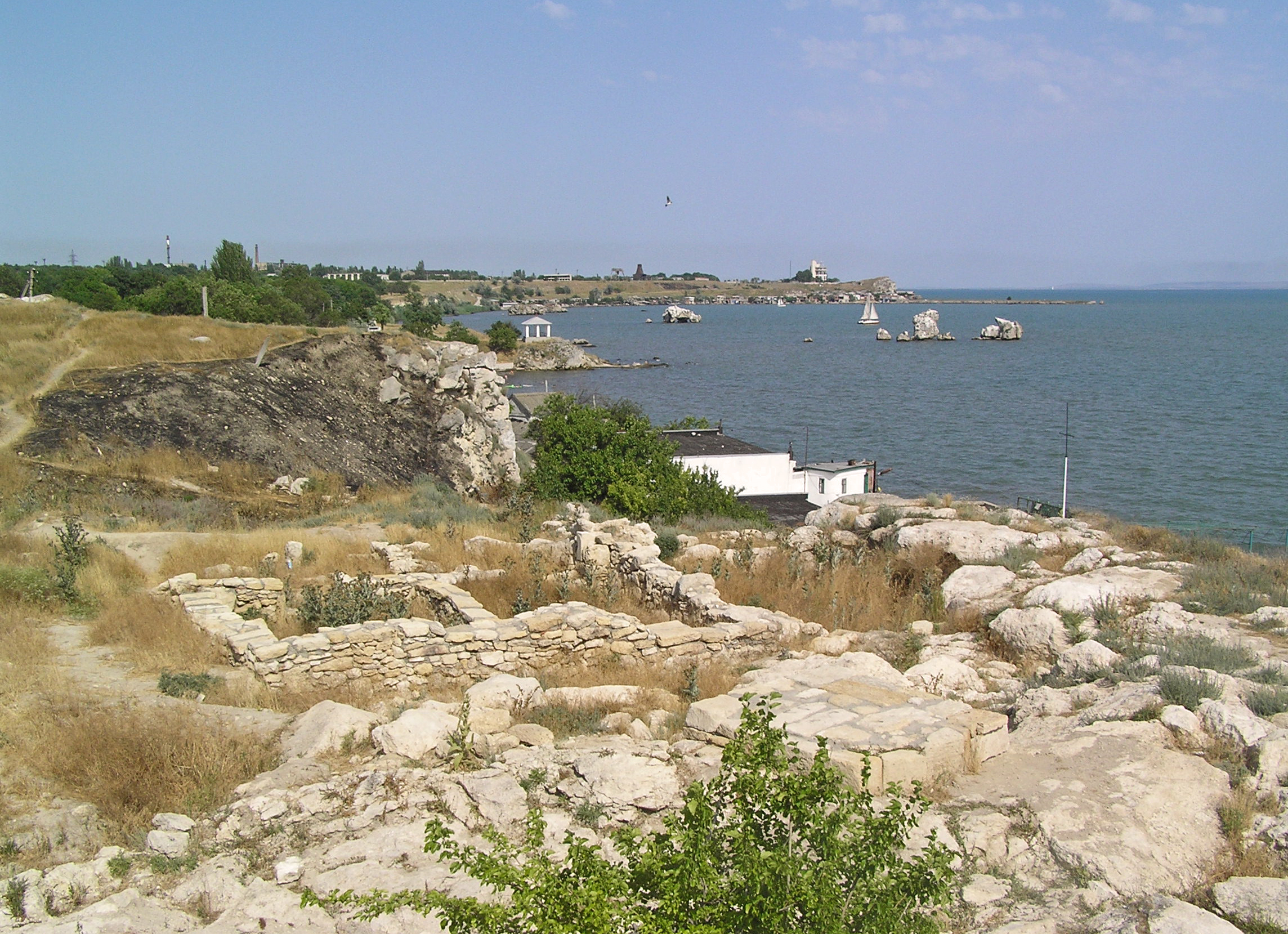
Современный вид раскопа Мирмекия

- 1863 год — А. Е. Люценко, директор Керченского музея древностей;
- 1883, 1885—1889 годы — Ф. И. Гросс, директор Керченского музея древностей;
- 1903, 1906 годы — В. В. Шкорпил, директор Керченского музея древностей;
- 1934—1938, 1946—1950, 1956—1966 годы — работы Боспорской экспедиции Института истории материальной культуры (затем Ленинградского отделения Института археологии) Академии наук СССР под руководством В. Ф. Гайдукевича;
- 1956—1958 годы — на городище работала советско-польская экспедиция под руководством В. Ф. Гайдукевича и К. Михаловского;
- 1982—1994 годы — раскопки Мирмекийского отряда Боспорской экспедиции Ленинградского отделения Института археологии АН СССР (затем Института истории материальной культуры Российской академии наук) под руководством Ю. А. Виноградова;
- 1999 год — совместная экспедиция ИИМК РАН и Государственного Эрмитажа;
- с 2000 года работы на городище ведёт Мирмекийская экспедиция Государственного Эрмитажа во главе с А. М. Бутягиным.

С октября 2015 года Археологический комплекс «Древний город Мирмекий» является объектом культурного наследия федерального значения.
В 2017 году в Мирмекии нашли свинцовое письмо, которое датируется палеографами концом IV — началом III века до н. э. Особенности орфографии отражают переход от ионийского диалекта к койне.

## Значимые находки
- Мирмекийский саркофаг (1834) — самый большой и наиболее богато украшенный каменный саркофаг, обнаруженный в Северном Причерноморье
- Мирмекийский клад (2002) — один из крупных монетных комплексов эпохи денежного кризиса, поразившего Боспорское царство в III веке до н. э.
- Мирмекийский клад (2003) — крупнейшая находка электровых монет Кизика в Северном Причерноморье и вторая по величине в мире[7]
- В окрестностях Мирмекия, на расстоянии около 1 км на северо-запад, был найден Керченский клад (1988) — значительное собрание серебряных и биллонных статеров Боспора III века н. э.
- 20 августа 2022 года археологической экспедицией Государственного Эрмитажа под руководством Александра Бутягина был обнаружен клад из 30 золотых монет — раннеэллинистических статеров эпохи Александра Македонского. Находка является крупнейшим кладом золотых монет времён Боспорского царства.[8]